# 100th Pennsylvania Infantry
Le 100th Pennsylvania Volunteer Infantry (« The Roundheads » et « The Round Head Regiment ») est un régiment d'infanterie qui a servi dans l'armée de l'Union pendant la guerre de Sécession.

## Service
Le 100th Pennsylvania Infantry est organisé à Pittsburgh, en Pennsylvanie et entre en service le 31 août 1861 pour une période de trois ans d'engagement sous le commandement du colonel Daniel Leasure.
Le régiment est affecté à la deuxième brigade de Stevens lors de l'expédition de Sherman en Caroline du Sud jusqu'en avril 1862. Il appartient à la deuxième brigade de la deuxième division du département du Sud jusqu'en juillet 1862 puis à la deuxième brigade de la première division du IXe corps de l'armée du Potomac jusqu'en septembre 1863. Il est affecté à la troisième brigade de la première division du IXe corps jusqu'en avril 1863. Il est dans la troisième brigade de la première division du IXe corps du département de l'Ohio jusqu'en juin 1863. Il est dans l'armée du Tennessee jusqu'en août 1863, et dans l'armée de l'Ohio jusqu'en mars 1864. Il est affecté dans le deuxième brigade de la première division du IXe corps de l'armée du Potomac jusqu'en juin 1864 puis à la première brigade de la première division du IXe corps jusqu'en septembre 1864. Il appartient enfin à la troisième brigade de la première division du IXe corps jusqu'en juillet 1865.
Le 100th Pennsylvania Infantry quitte le service actif le 24 juillet 1865.

## Service détaillé

### 1861
Le 100th Pennsylvania Infantry quitte la Pennsylvanie pour aller à Washington, DC le 2 septembre, et y est en service jusqu'au 9 octobre. Il part à Annapolis, au Maryland le 9 octobre et participe à l'expédition de Sherman de Port Royal, en Caroline du Sud du 21 octobre au 7 novembre 1861. Il prend part à la capture des forts Walker et Beauregard à Port Royal Harbor, le 7 novembre. Il occupe Beaufort en Caroline du Sud  le 8 décembre, et y sert  jusqu'en juin 1862.

### 1862
Le 100th Pennsylvania Infantry est à Port Royal Ferry, sur la rivière Coosa le 1er janvier 1862. Il participe aux opérations sur James Island en Caroline du Sud du 1er au 28 juin. Il est à Legaire's Point sur James Island le 3 juin et participe aux escarmouches sur James Island les 3 et 4 juin. Il prend part à la bataille de Secessionville sur James Island le 16 juin. Il participe à l'évacuation de James Island et au mouvement vers Hilton Head en Caroline du Sud du 28 juin au 7 juillet. Il part à Newport News, en Virginie, du 12 au 17 juillet, puis à Fredericksburg du 4  au 6 août. Il contribue aux opérations en soutien de Pope du 6 au 16 août et à la campagne de Virginie septentrionale de Pope du 16 août au 2 septembre. Il participe à la bataille de Groveton le 29 août et à la seconde bataille de Bull Run le 30 août. Il prend part à la bataille de Chantilly le 1er septembre. Il contribue à la campagne du Maryland du 2 au 24 septembre au cours de laquelle il participe à la bataille de South Mountain le 14 septembre et à la bataille d'Antietam les 16 et 17 septembre. Il remonte le fleuve Potomac jusqu'à Leesburg, puis jusqu'à Falmouth du 11 octobre au 18 novembre. Il prend part à la bataille de Fredericksburg de 12 au 15 décembre.

### 1863
Le 100th Pennsylvania Infantry participe à la deuxième campagne de Burnside, « la marche dans la boue » du 20 au 24 janvier 1863. Il part pour Newport News, en Virginie le 13 février, puis à Covington, au Kentucky du 20 au 28 mars. Il est en service dans le district du Kentucky, à Paris, Nicholasville, Lancaster, Stanford, et Somerset jusqu'en juin. Il traverse le Kentucky pour rejoindre Cairo, en Illinois, du 4 au 10 juin, puis Vicksburg, au Mississippi du 14 au 17 juin. Il participe au siège de Vicksburg du 17 juin au 4 juillet. Il avance sur Jackson, au Mississippi du 5 au 10 juillet et prend part au siège de Jackson du 10 au 17 juillet. Il est en service à Milldale jusqu'au 6 août et part pour Covington, au Kentucky, puis Crab Orchard, au Kentucky du 6 au 18 août. Il marche sur Knoxville, au Tennessee du 10 au 26 septembre et y sert jusqu'au 3 octobre. Il participe à l'action de Blue Springs le 10 octobre. Il prend part à la campagne de Knoxville du 4 novembre au 23 décembre, participant à la bataille de Campbell's Station le 16 novembre et au siège de Knoxville du 17 novembre au 4 décembre. Au cours de la campagne de Knoxville, il participe à stopper l'assaut de Longstreet contre la bataille de fort Saunders le 29 novembre puis à la poursuite de Longstreet du 5 au 24 décembre.

### 1864
Le 100th Pennsylvania Infantry est à Blain's Cross Roads jusqu'en janvier 1864. Les anciens combattants marchent par les montagnes Cumberland jusqu'à Nicholasville, au Kentucky, en janvier, et sont en congé jusqu'au mois de mars. Le 100th Pennsylvania Infantry part à Annapolis, au Maryland., et y est en service jusqu'au mois d'avril. Il participe à la campagne de la Rapidan du 4 mai au 12 juin. Il prend part à la bataille de la Wilderness du 5 au 7 mai et à la bataille de Spotsylvania du 8 au 12 mai. Il est sur ma rivière Ny le 10 mai et participe aux combats à Spotsylvania Court House du 12 au 21 mai. Il prend part à l'assaut sur le saillant le 12 mai. Il participe à la bataille de North Anna River du 12 au 21 mai. Il est à Ox Ford le 24 mai. Il est sur la ligne de la Pamunkey du 26 au 28 mai et participe la bataille de Totopotomoy du 28 au 31 mai. Il prend part à la bataille de Cold Harbor du 1er au 12 juin et à celle de Bethesda Church du 1er au 3 juin. Il est devant Petersburg du 16 au 18 juin et prend part au siège de Petersburg du 16 juin 1864 au 2 avril 1865. Il participe à l'explosion de la mine à Petersburg, le 30 juillet 1864.  Il prend part à la seconde bataille de Weldon Railroad du 18 au 21 août et à la bataille de Poplar Springs Church du 29 septembre au 2 octobre. Il effectue une reconnaissance sur Vaughan et Squirrel Level Road le 8 novembre. Il prend part à la bataille de Boydton Plank Road,  à Hatcher les 27 et 28 octobre. 

### 1865
Le 100th Pennsylvania Infantry participe à la bataille de fort Stedman le 25 mars 1865. Il prend part à la campagne d'Appomattox du 28 mars  au 9 avril. Il participe aux assauts et à la chute de Petersburg le 2 avril qu'il occupe le 3 avril. Il prend part à la poursuite de Lee du 3 au 8 avril. Il part pour Washington, D. C du 21 au 28 avril, et y est en service jusqu'au mois de juillet. Il fait partie des unités qui défilent lors de la grande revue des armées du 23 mai.

## Victimes
Le régiment perd un total de 409 hommes pendant le service ; 16 officiers et 208 soldats tués ou blessés mortellement, 2 officiers et 183 soldats morts de maladie.

## Commandants
- Colonel Daniel Leasure
- Colonel Norman J. Maxwell
- Lieutenant-colonel David A. Leckey - commande lors de la bataille d'Antietam
- Lieutenant-colonel Joseph E. Pentecost - commande lors de la bataille du Cratère (alors qu'il est capitaine) après la mort au combat du capitaine Oliver ; mortellement blessé au combat lors de la bataille de Fort Stedman
- Commandant Thomas J. Hamilton - commande lors de la bataille du Cratère où il a été mortellement blessé au combat
- Commandant Norman J. Maxwell - commande lors de la bataille de Fort Stedman après la blessure mortelle du lieutenant-colonel Pentecost
- Capitaine James E. Cornelius - commande lors de la seconde bataille de Bull Run après la blessure du colonel Leasure
- Capitaine Walter Oliver - commande lors de la bataille du Cratère après la blessure mortelle du commandant Hamilton ; tué au combat au cours de la bataille.

## Membres notables
- Soldat Joseph B. Chambers, compagnie F - récipiendaire de la médaille d'honneur pour son action lors de la bataille de fort Stedman